# 播磨局
播磨局（はりまのつぼね）は、鎌倉時代中期の武家女性。肥前国天草郡の武士・天草種有の嫡子。名は大蔵太子（おおくら の おおいこ）。

## 略歴
大宰府在庁官人大蔵氏の流れを持つ父・種有は天草下島の開発領主だったが、貞永2年（1233年）そのうち本領にあたる本砥島（現・熊本県天草市本渡町周辺）の地頭職を嫡女だった播磨局に相続させて、天草氏の惣領とした。弘安4年（1281年）弘安の役の際には播磨局自ら出陣し、諏訪明神の霊験によって武運を得たことから、弘安6年（1283年）諏訪大社より分霊して領内に本渡諏訪神社を建立している。また父の菩提寺としては新開地の亀川に来迎寺を建立し、寺領を寄進している。「領主室」だったらしいが子はなく、弟の種資を養嗣子として天草氏惣領を相続させた。